# Week St Mary
Week St Mary – wieś w Anglii, w Kornwalii. Leży 102 km na północny wschód od miasta Penzance i 317 km na zachód od Londynu.